# Heinrich Bachorz
Heinrich Bachorz (* 26. November 1950) ist ein ehemaliger deutscher Fußballspieler.

## Sportlicher Werdegang
Bachorz spielte ab 1976 für die SG Wattenscheid 09 in der 2. Bundesliga, mit sieben Saisontoren war er am Klassenerhalt des Nordzweitligisten auf dem 15. Tabellenplatz am Ende der Spielzeit 1976/77 maßgeblich beteiligt. War er zeitweise in seiner ersten Spielzeit Ergänzungsspieler gewesen, so setzte er sich in der folgenden Saison durch und lief unter Trainer Hubert Schieth in allen 38 Saisonspielen auf. Seinen Stammplatz konnte er zu Beginn  der Spielzeit 1978/79 nicht behaupten. Zwar kam er in den ersten acht Spielen regelmäßig zum Einsatz, dies jedoch nur zweimal in der Anfangsformation.
Anfang Oktober 1978 wechselte Bachorz während der laufenden Zweitligasaison zum Ligakonkurrenten Rot-Weiß Lüdenscheid. Beim abstiegsbedrohten Klub war er anfangs unter Trainer Herbert Burdenski Stammkraft und erzielte bis zur Winterpause vier Tore. Angesichts mangelnder weiterer Torgefahr rückte er jedoch auch hier ins zweite Glied. Während der Klub am Saisonende auf dem vorletzten Tabellenplatz sportlicher Absteiger gewesen wäre, profitierte er von den Lizenzverweigerungen für den FC St. Pauli und Westfalia Herne. Bachorz hatte jedoch den Klub 1979 verlassen und spielte bis Mitte der 1980er Jahre noch für den VfB Waltrop in der Oberliga Westfalen.